# Balato
Balato est une ville et une sous-préfecture de Guinée, rattachée à la préfecture de Kouroussa et la région de Kankan.

## Historique
- Si vous ne connaissez pas le sujet, laissez ce bandeau (vous pouvez alors contacter les auteurs).
- Si vous supprimez le contenu mis en cause (vous pouvez préalablement contacter les auteurs),

argumentez précisément cette suppression dans la page de discussion
(un manque de référence n'est pas un argument ; une recherche réelle de référence doit avoir été effectuée, être formellement documentée).
La sous-préfecture de Balato était la capitale D’hamana, Balato fut la première ville d’hamana y compris kourala, koumana, sangbrala, babilla, Kato, Fadama, Tourouban, Fissadou, Sanakro, Diadagbela, Kouroussa.
Kouroussa est l’actuelle capitale D’hamana. Le fondateur de Balato s’appelais Morabama Keita, il a donné naissance à plusieurs enfants, dont trois garçons et ces trois fils là ont tous quittés pour aller s'installer ailleurs à Kourala, Sangbarala et Kouroussa. Les Keita de Balato, Sangbarala et Kouroussa sont des même origines.

## Culture et patrimoine
Hamana à plusieurs cultures dont la danse de Dounouba communément appelée la danse des hommes fort

## Population
En 2016, le nombre d'habitants est estimé à 17 543, à partir d'une extrapolation officielle du recensement de 2014 qui en avait dénombré 16 403.